# Casa Carreras (el Raval)
|  | Per a la Casa Carreras del Passatge del Patriarca, vegeu l'article corresponent |

La casa Carreras era un edifici situat al carrer Nou de la Rambla, 55 del barri del Raval de Barcelona, enderrocat pel PERI.

## Història
El 1791, Maria Àngela Capdevila, vídua d'Agustí Carreras, Teresa Grau, vídua del comerciant Agustí Carreras i Capdevila, i Miquel Pinyel i Jacint Cucurella, tutors del pubill Agustí Carreras i Grau, van establir en emfiteusi una part del seu hort a la banda de muntanya del carrer del comte de l'Asalto (actualment Nou de la Rambla) a Josep Esteve Galceran de Pinós i Sureda de Santmartí, marquès de Barberà, així com quatre parcel·les o cossos de casa a la banda de mar del carrer (núms. 47 al 53) a diferents propietaris.

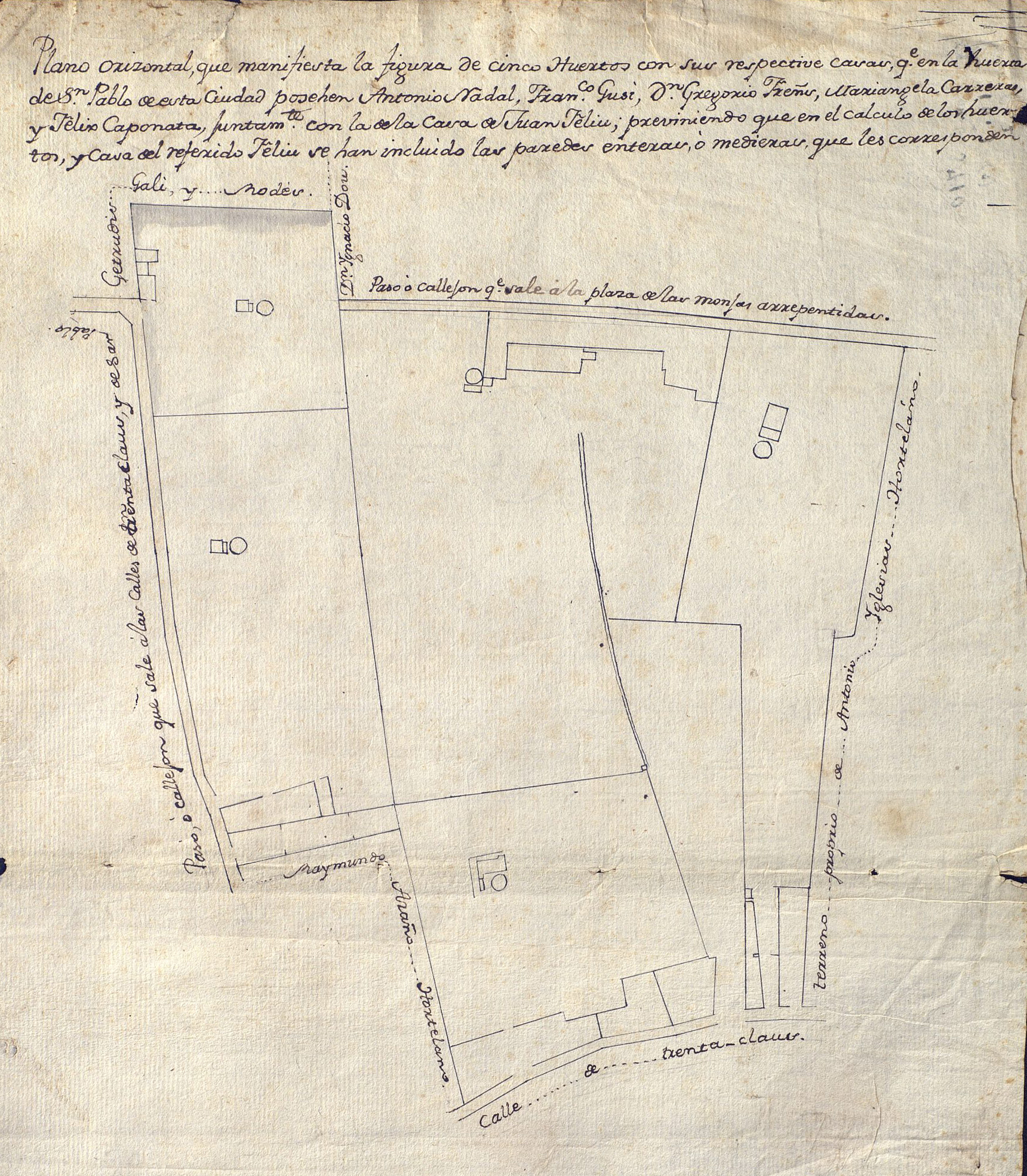
Plànol de diversos horts abans de l'obertura del carrer Nou de la Rambla

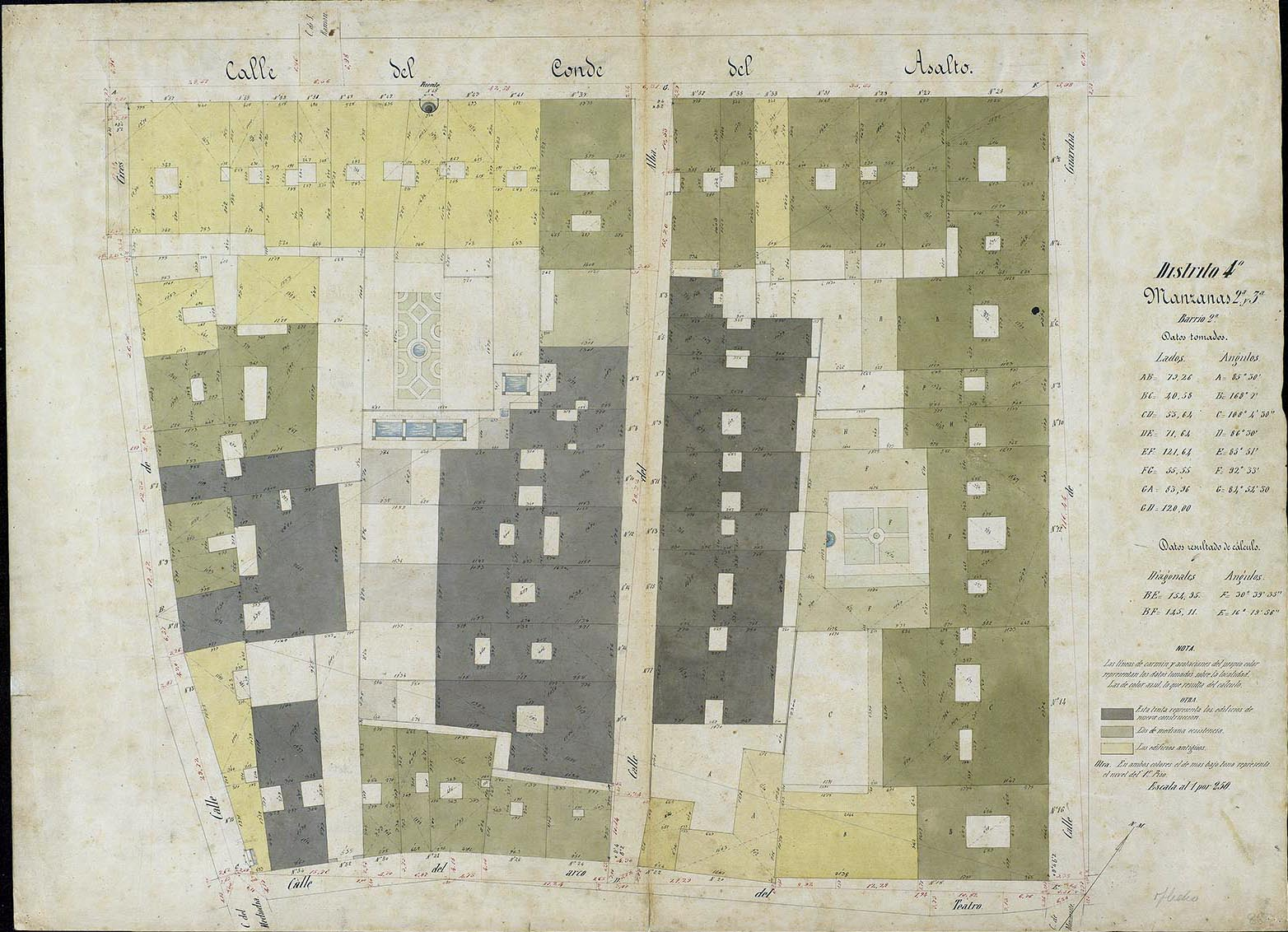
Quarteró núm. 86 de Garriga i Roca (c. 1860)

El 1798, Teresa Grau va demanar permís per a construir una casa al carrer Nou de la Rambla, segons el projecte del mestre de cases Baltasar Massanés. Els Carreras tenien un altre hort i dues cases antigues al carrer de Trentaclaus (actualment Arc del Teatre), on el 1825 van demanar permís per a dividir un portal i fer-hi un accés a l'escala de veïns.
Teresa va morir el 1829, i a la dècada del 1840, el seu fill Agustí va posar els terrenys en venda, que s'incorporarien a la urbanització del carrer d'en Cirés. L'hereva Teresa Carreras i Cortès (†1886) es va casar amb el metge Joaquim Bigas i Tutau (†1872), i l'hereu del matrimoni fou el també metge Marcel·lí Bigas i Carreras (†1927).

## Descripció
Casa de veïns de planta baixa, entresol i quatre pisos, amb un balcó i una finestra a cadascun. La façana estava decorada amb uns senzills esgrafiats, amb orles i garlandes al voltant de les finestres i plafons verticals interromputs per florons.